# جان بيار بوفير
جان بيار بوفير (بالفرنسية: Jean-Pierre Bouvier )‏ (و. 1948 – م) هو ممثل، من فرنسا.

## التعليم
تعلم في المعهد الوطني العالي للفنون الدرامية ‏.

## وصلات خارجية
- جان بيار بوفير على موقع IMDb (الإنجليزية)
- جان بيار بوفير على موقع ألو سيني (الفرنسية)
- جان بيار بوفير على موقع أول موفي (الإنجليزية)
- جان بيار بوفير على موقع قاعدة بيانات الأفلام السويدية (السويدية)
- جان بيار بوفير على موقع قاعدة بيانات الفيلم (الإنجليزية)
- جان بيار بوفير على موقع كينوبويسك (الروسية)